# Belegering van Shkodër
De Belegering van Shkodër was een gewapend conflict rond de Albanese stad Shkodër dat plaatsvond in 1912 tussen de Albanezen en Servisch-Montenegrijnse troepen. Doordat de Albanezen de stad wisten te houden kon ook Shkodër zich aansluiten bij het uitroepen van de onafhankelijkheid.

## Verloop
Op 8 oktober 1912 had Montenegro het Ottomaanse Rijk de oorlog verklaard. Voornaamste doel van de Montenegrijnse koning Nikola was de stad Shkodër, ook al had deze een nagenoeg volledig Albanese bevolking. De koning probeerde christelijke Noord-Albanese stammen eveneens over te halen zijn kant te kiezen. Op 28 oktober verscheen het Montenegrijnse leger, geleid door prins Danilo, voor de poorten van Shkodër.
Vooraanstaande Albanezen hadden de bui al zien hangen: als ze niets deden zou hun land onder hun buren verdeeld worden. Ze riepen op 28 november te Vlorë de onafhankelijkheid uit, maar hier trok niemand zich iets van aan.
Het beleg verliep echter niet voorspoedig, en de Serviërs moesten eraan te pas komen om hun bondgenoten te helpen. De Turks-Albanese verdedigers wisten de belegeraars zware verliezen toe te brengen. Zeer veel burgers van de stad kwamen echter om van de honger. Terwijl de stad de hele winter standhield, bezetten Servische en Montenegrijnse troepen een groot deel van Noord-Albanië. Op 23 april 1913 gaf de stad zich ten slotte in een ceremonie in een boot op het Meer van Shkodër over aan de Montenegrijnen.

## Internationale druk
Oostenrijk-Hongarije en Italië (met steun van Duitsland) zetten Montenegro onder druk de belegering onmiddellijk te beëindigen. Rusland daarentegen schaarde zich achter Servië en Montenegro. Britse bemiddeling leidde uiteindelijk tot een besluit tot vorming van een onafhankelijk Albanië. Koning Nikola kreeg een lening waarmee hij zijn populariteit in eigen land kon opvijzelen. Toen de Serviërs en Montenegrijnen nog steeds geen haast leken te maken met de ontruiming van de stad en omliggend gebied, stuurden Italië en het Verenigd Koninkrijk kanonneerboten naar de Adriatische kust. De koning zwichtte onder deze intimidatie en trok zijn troepen terug. Shkodër was drie dagen in handen van Montenegro geweest. Uiteindelijk werd de stad toegewezen aan het nieuwe Albanië.

## Eerste Nederlandse vredesmissie
Tijdens de Balkanoorlogen werd Shkodër door Montenegro veroverd, maar een paar dagen later werd het onderdeel van Albanië. In deze periode waren er in Shkodër Nederlandse militairen actief: een actie die als de eerste Nederlandse vredesmissie kan worden beschouwd.

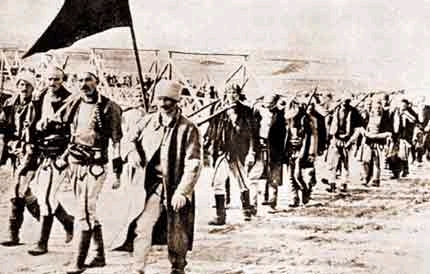
Albanese soldaten in 1912
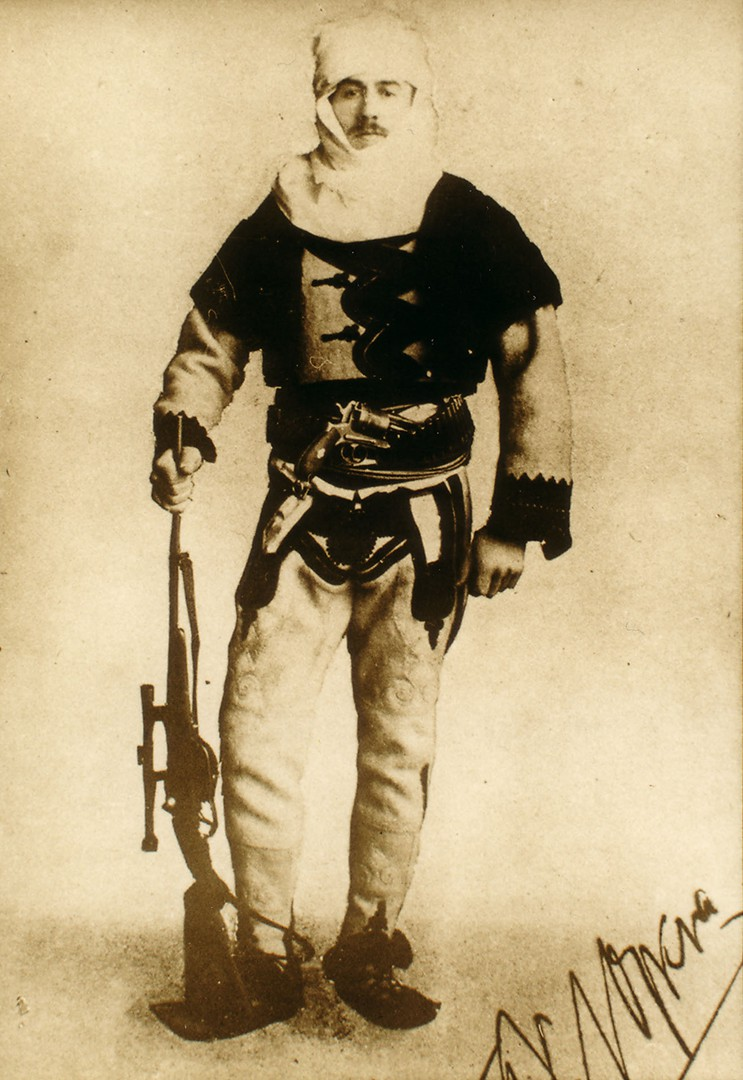
Franz Nopcsa von Felső-Szilvás in uniform